# Ay vamos
«Ay vamos» es una canción del cantante colombiano J Balvin. Fue lanzado el 22 de julio de 2014 a través de EMI Music México como el sencillo de la edición especial de su segundo álbum de estudio La familia B Sides.

## Versiones
Un remix con los Cantantes French Montana y Nicky Jam, fue lanzado en la banda sonora de Furious 7.

## Vídeo musical
La trama del video musical narra una historia entre J Balvin y su pareja, en la que de hacen muchas bromas hasta llegar a una reconciliación. Hasta abril del 2017 el vídeo cuenta con cerca de 1 200 000 000 de reproducciones en YouTube, y hasta ese momento era la canción con más vistas de reguetón hasta que la superó a Despacito del cantante Luis Fonsi y de Daddy Yankee, se encuentra en el número 33 del top 100 de los videos más vistos de YouTube y es la segunda canción en español con más visitas.
En diciembre de 2023, el vídeo terminó con 1,970,000,000 mil millones de vistas en
YouTube.

## Posiciones
| Listas (2014)                                   | Mejor posición |
| ----------------------------------------------- | -------------- |
| Bulgaria (IFPI)                                 | 1              |
| Colombia (National Report)                      | 1              |
| España (Top 100 Canciones)                      | 1              |
| Estados Unidos Bubbling Under Hot 100 Singles   | 3              |
| Estados Unidos Hot Latin Songs (Billboard)      | 1              |
| Estados Unidos Latin Pop Songs (Billboard)      | 7              |
| Estados Unidos Tropical Songs (Billboard)       | 2              |
| Estados Unidos Latin Rhythm Airplay (Billboard) | 1              |
| República Dominicana (Monitor Latino)           | 1              |

### Listas de fin de año
| Listas (2014)      | Posición |
| ------------------ | -------- |
| US Latin Songs     | 1        |
| US Latin Pop Songs | 2        |

## Certificaciones
| País (Organismo)      | Certificaciones          | Ventas certificadas |
| --------------------- | ------------------------ | ------------------- |
| España (PROMUSICAE)   | Platino                  | 60 000              |
| Estados Unidos (RIAA) | Diamante                 | 600 000             |
| México (AMPROFON)     | 7× Diamante + 3× Platino | 2 340 000           |

## Premios y nominaciones
| Año  | Ceremonia                             | Premio                            | Resultado |
| ---- | ------------------------------------- | --------------------------------- | --------- |
| 2015 | Premios Juventud                      | La más pegajosa                   | Nominado  |
| 2015 | Premios Juventud                      | Mi ringtone favorito              | Nominado  |
| 2015 | Premios Billboard de la música latina | Latin Rhythm a la canción del año | Nominado  |
| 2015 | Latin American Music Awards           | Canción del Año                   | Nominado  |
| 2015 | Latin American Music Awards           | Canción Favorita-Urbano           | Nominado  |
| 2015 | Latin American Music Awards           | Canción Streaming Favorita        | Nominado  |
| 2015 | Premios Grammy Latinos                | Mejor Actuación Urbana            | Nominado  |
| 2015 | Premios Grammy Latinos                | Mejor Canción Urbana              | Ganador   |
| 2016 | Premio Lo Nuestro                     | Canción Urbana del Año            | Ganador   |